# Lesnice
Lesnice (in tedesco Lesnitz) è un comune della Repubblica Ceca facente parte del distretto di Šumperk, nella regione di Olomouc.